# إيفانا دوجكيتش
إيفانا دوجكيتش (بالكرواتية: Ivana Dojkić) مواليد 24 ديسمبر 1997 في رييكا، هي لاعبة كرة سلة كرواتية. بدأت مسيرتها الاحترافية في سنة 2010. وتحمل الرقم 18. لعبت مع نادي نوفي زغرب لكرة السلة في الدوري الكرواتي لكرة السلة للسيدات.

## روابط خارجية
- إيفانا دوجكيتش على موقع الاتحاد الدولي لكرة السلة (الإنجليزية)
- إيفانا دوجكيتش على موقع الاتحاد الوطني لكرة السلة النسائية (الإنجليزية)
- إيفانا دوجكيتش على موقع كرة السلة الأوروبية.كوم (الإنجليزية)
- إيفانا دوجكيتش على موقع سبورتس رفرنس (الإنجليزية)